# Río Dendre
El río Dendre (en francés: Dendre, en neerlandés: Dender y en valón: Tinre) es un curso de agua de Bélgica, afluente del río Escalda. La confluencia de los dos ríos se sitúa en Dendermonde, ciudad cuyo nombre significa «Boca del Dendre » en neerlandés.

## Geografía
El cauce de este río es alimentado por dos ríos menores: el «Dendre Occidental» que nace cerca de Barry, en la comuna de  Tournai), pasa luego por Pipaix cerca de Leuze-en-Hainaut, y Ligne, pueblo de la comuna de Ath; y el «Dendre Oriental», cuyo manantial se encuentra en Jurbise, el río fluye después hacia Lens, en la  provincia de Henao. Los dos ramales confluyen en Ath para formar el Dendre propiamente dicho, cuyo cauce ha sido canalizado. A partir de ese punto el río corre hacia el norte.
Su cuenca hidrográfica cubre 1384 km².
En la Antigüedad, el Dendre era uno de los límites de la parte belga de la gran Carbonaria Silva, en francés: Forêt charbonnière o en neerlandés: Kolenwoud, el otro límite era el río Nete.

### Galería

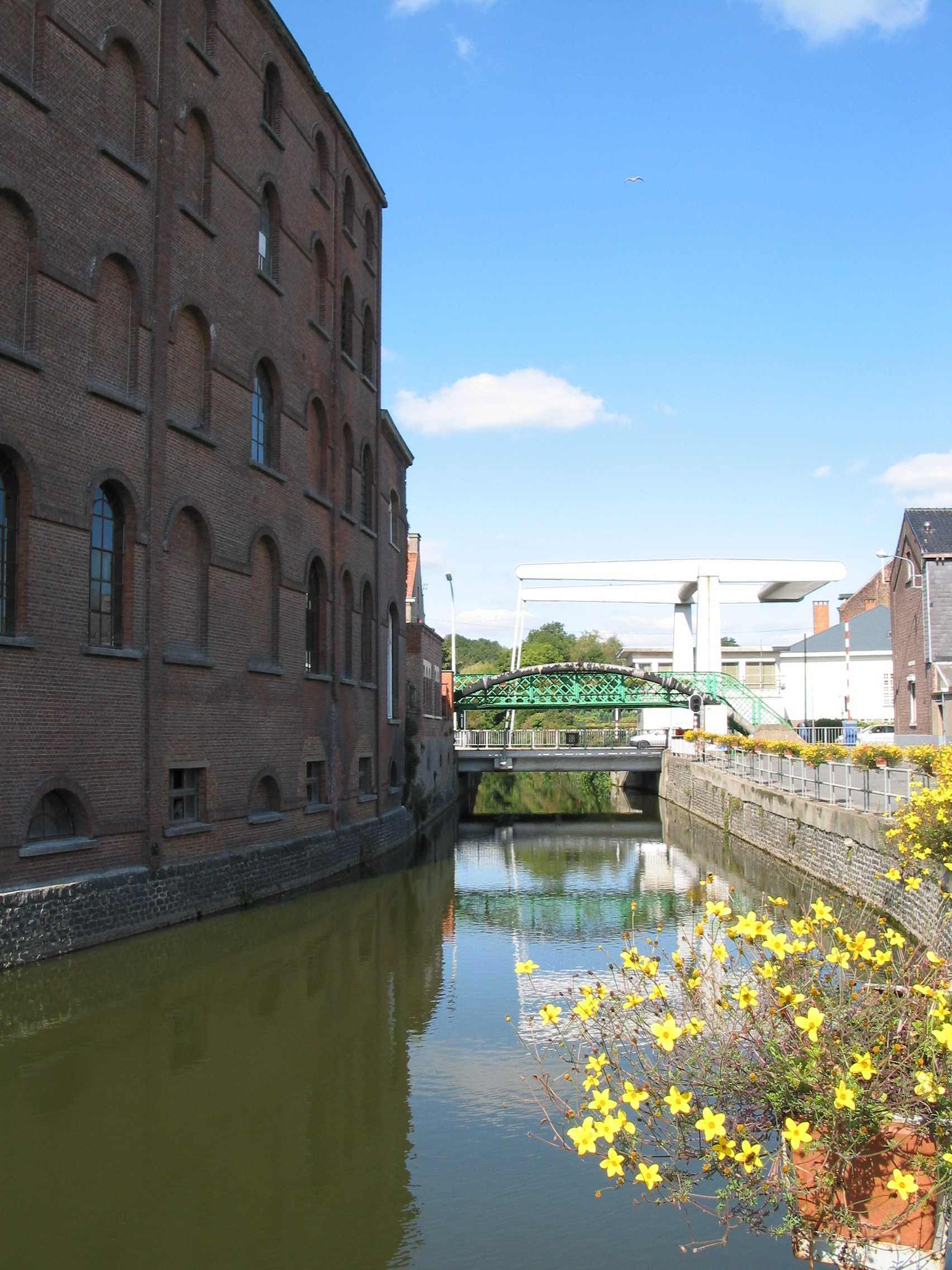
Puente basculante en Lessines.
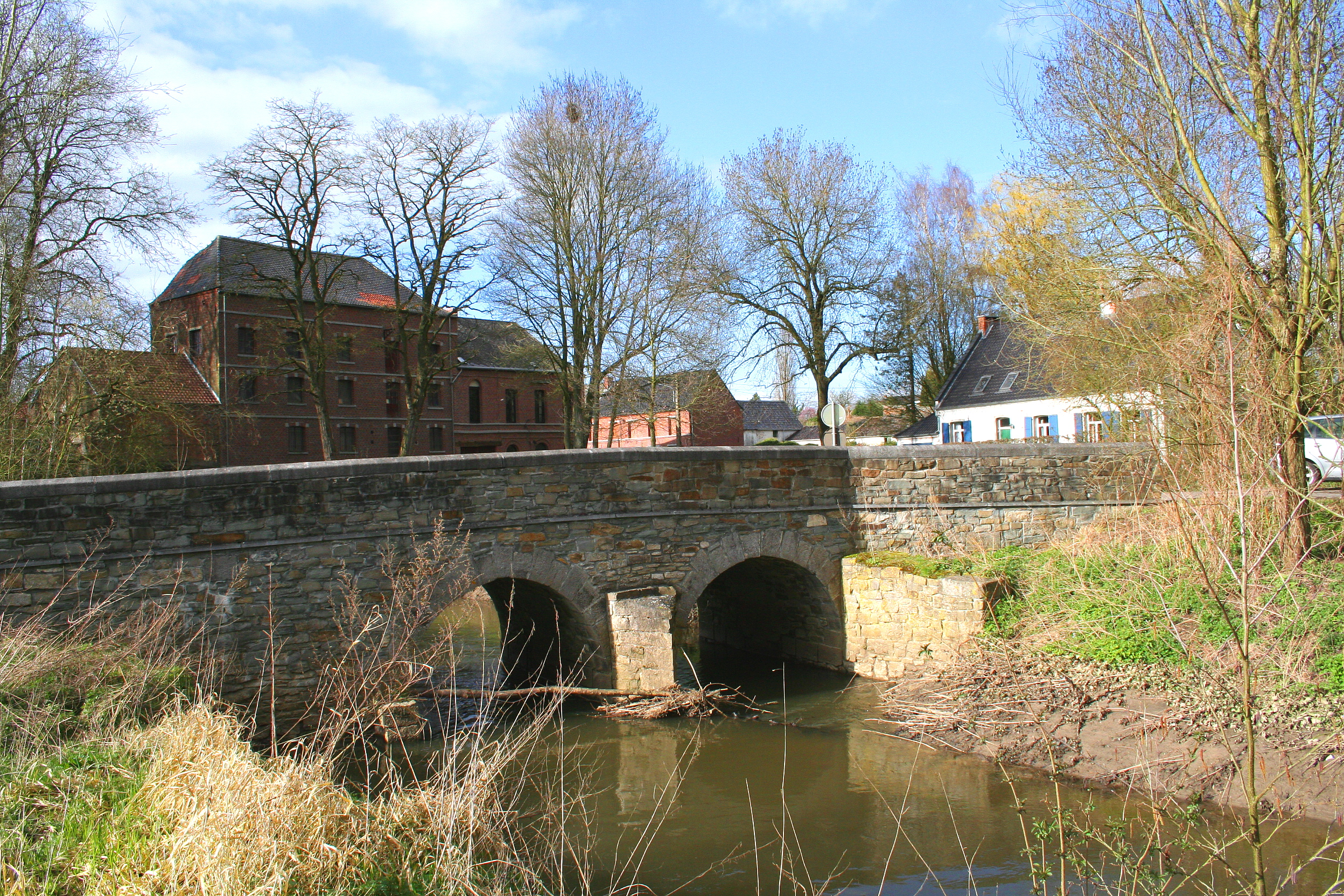
El Dendre oriental en Arbre (Ath).
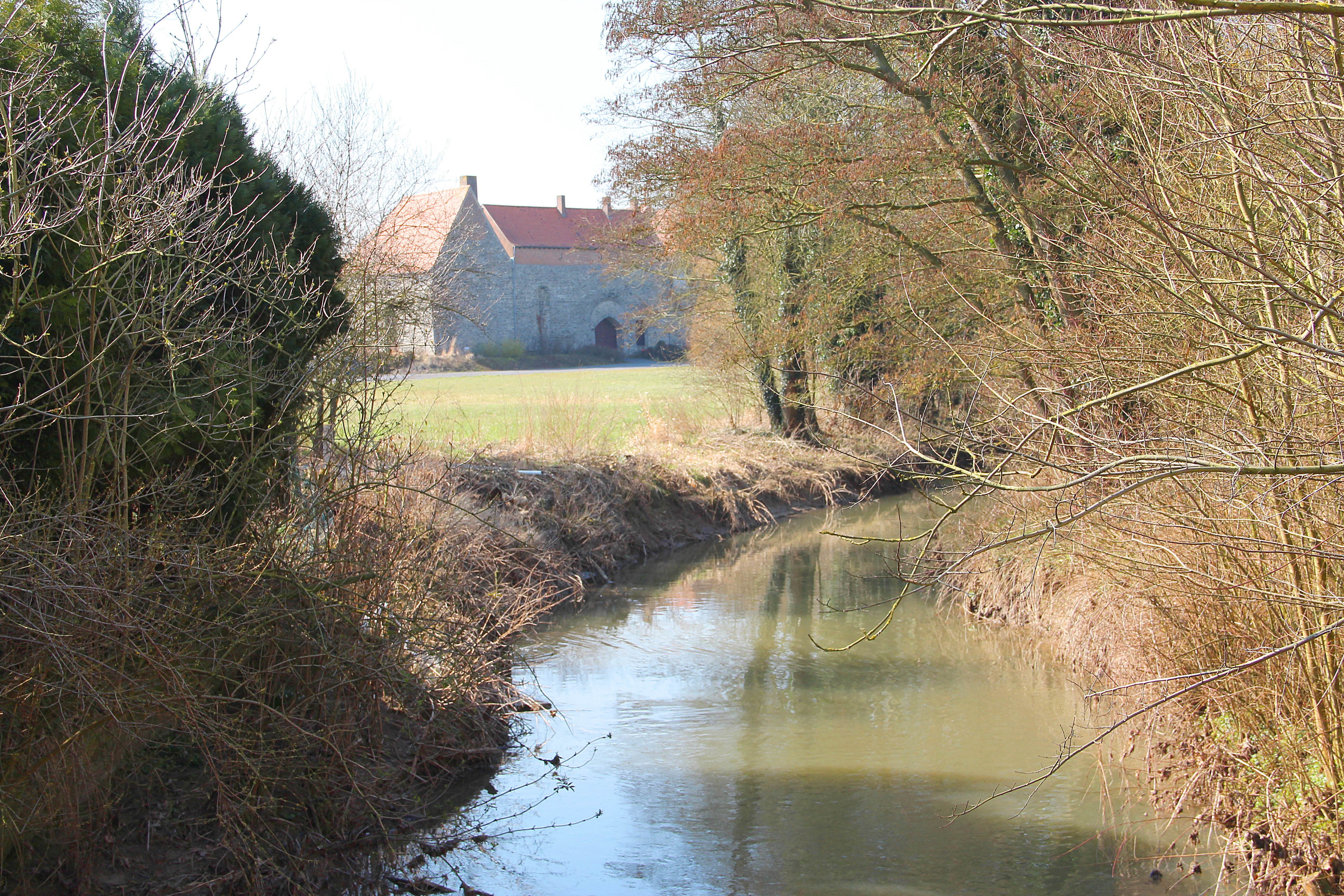
El Dendre occidental en Irchonwelz (Ath).
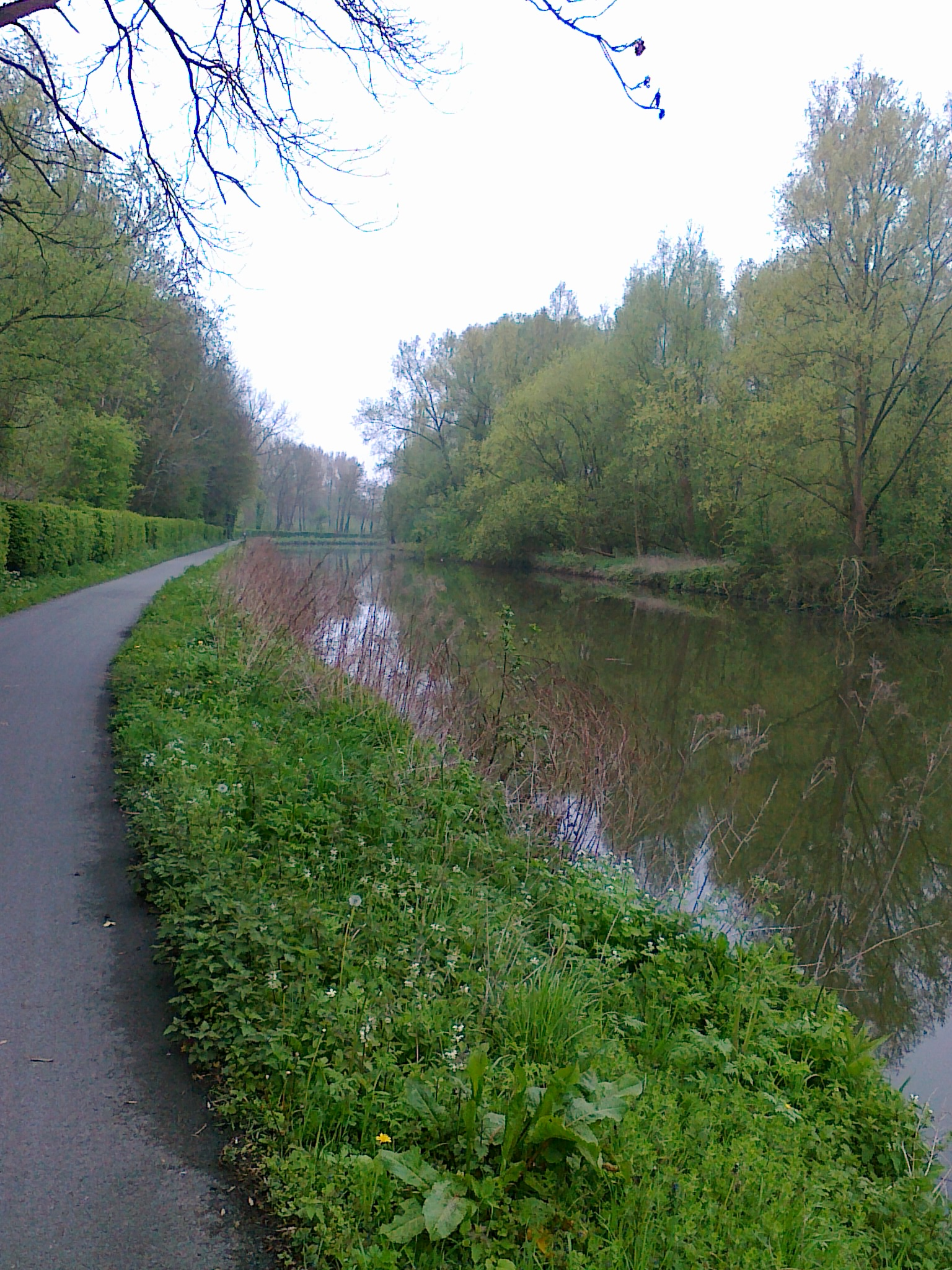
El Dendre à Alost-Erembodegem
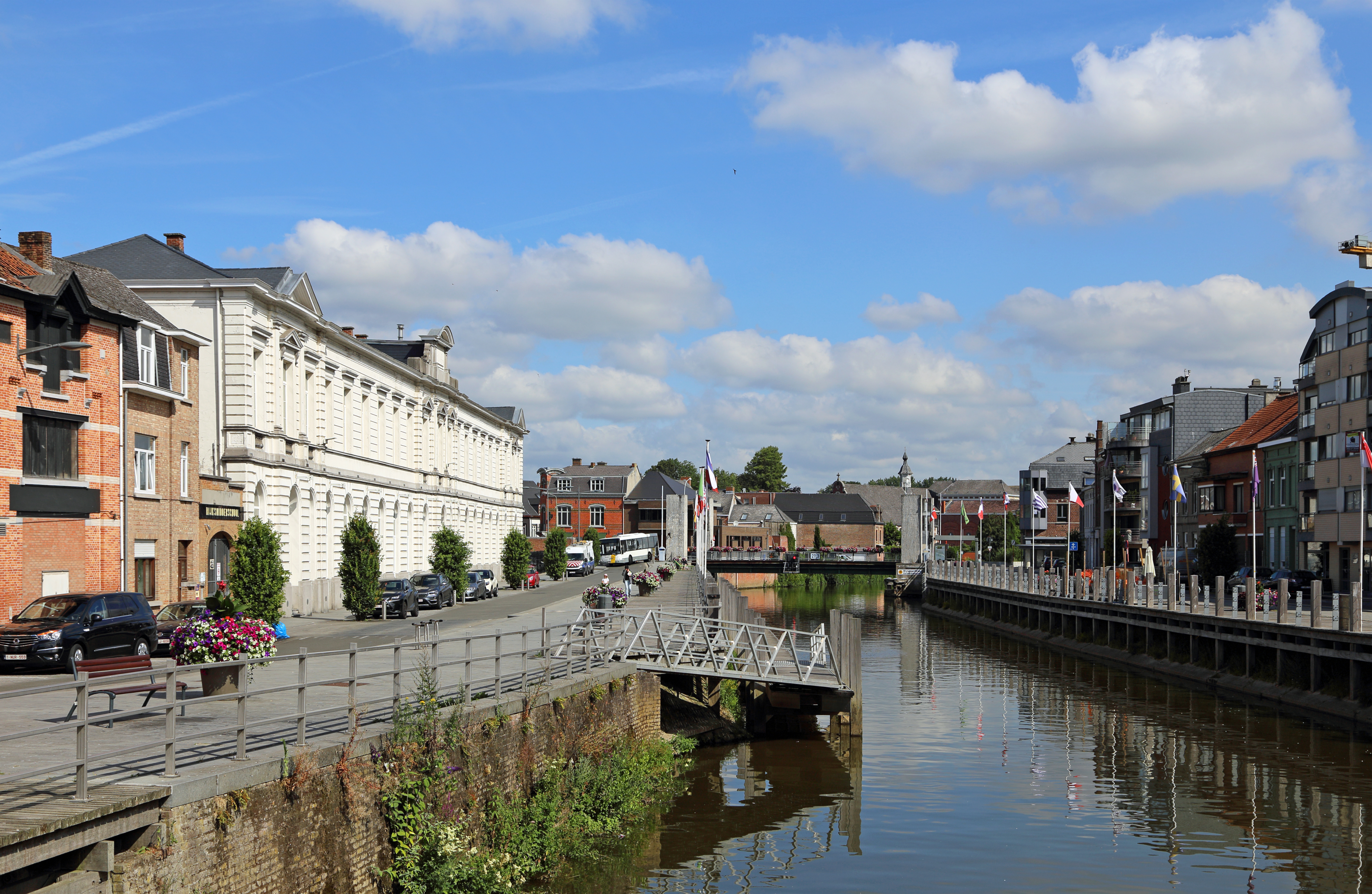
El Dendre en Geraardsbergen